# KISS Alive! 1975-2000
Kiss Alive! 1975-2000 è una raccolta di CD del gruppo hard rock/glam rock statunitense dei Kiss, pubblicato il 21 novembre del 2006 per l'etichetta discografica Universal Music.
La raccolta è costituita da un cofanetto contenente i quattro album live pubblicati dal gruppo, eccetto KISS Symphony: Alive IV, che è stato sostituito per l'occasione da un album inedito intitolato Alive! The Millennium Concert, registrato durante un concerto organizzato in occasione dell'ultimo dell'anno del 1999 Inoltre il nome e importante farvi notare che nel concerto Alive III i KISS si sono esibiti senza pittura facciale, cosa che non è avvenuta nell'Alive seguente.

## Tracce
1. Alive!
2. Alive II con la bonus track Rock and Roll All Nite
3. Alive III con la bonus track Take It Off
4. Alive! The Millennium Concert
  1. Psycho Circus
  2. Shout It Out Loud
  3. Deuce
  4. Heaven's on Fire
  5. Into the Void
  6. Firehouse
  7. Do You Love Me?
  8. Let Me Go, Rock'n Roll
  9. I Love It Loud
  10. Lick It Up
  11. 100,000 Years
  12. Love Gun
  13. Black Diamond
  14. Beth
  15. Rock and Roll All Nite

## Formazione
Le formazioni sono quelle dei corrispondenti album inclusi all'interno del cofanetto. Per l'album inedito Alive! The Millennium Concert la formazione è la seguente:
- Gene Simmons - basso, voce
- Paul Stanley - chitarra ritmica, voce
- Peter Criss - batteria, voce
- Ace Frehley - chitarra solista, voce